# Mario Andrione
Mario Andrione (Aosta, 14 giugno 1932 – Aosta, 16 novembre 2017) è stato un politico italiano, sostenitore delle idee autonomiste e federaliste.

## Attività politica
A febbraio 1963 è nominato assessore tecnico alla pubblica istruzione nella Giunta regionale della Valle d'Aosta presieduta da Oreste Marcoz, a novembre dello stesso anno è eletto consigliere regionale nella lista dell'Union Valdôtaine, ed è riconfermato assessore alla pubblica istruzione nella giunta regionale presieduta da Severino Caveri, sino a quando questa decade a maggio 1966. Rieletto consigliere regionale nelle elezioni regionali del 1968, è segretario dell'Ufficio di Presidenza del Consiglio Valle dal 1970 a 1973. Eletto di nuovo, sempre per l'UV, il 20 dicembre 1974 è nominato Presidente della Giunta regionale, e sino a ottobre 1975 detiene ad interim anche l'incarico di Assessore regionale al turismo, antichità e belle arti. Presiede la giunta regionale ininterrottamente fino a gennaio 1984, quando viene travolto delle vicende giudiziarie connesse alla gestione del Casino de la Vallée di Saint-Vincent e fugge in Costa Azzurra, dove fa perdere le proprie tracce. Tornato in Valle, rassegna le dimissioni. Rieletto consigliere regionale nel 1988, nel dicembre 1992 è sospeso dalla carica con Decreto emanato dal Presidente del Consiglio dei ministri ai sensi della legge n. 16 del 18 gennaio 1992. Dopo alcuni anni di allontanamento, torna alla politica attiva nel 2006, quando, insieme al neoeletto senatore Carlo Perrin, promuove la costituzione di un nuovo movimento politico autonomista, Renouveau Valdôtain.